# El projecte de la bruixa de Blair
El projecte de la bruixa de Blair (en anglès, The Blair Witch Project) és una pel·lícula independent de terror psicològic estatunidenca de 1999, escrita i dirigida per Daniel Myrick i Eduardo Sánchez. La pel·lícula va ser produïda per Haxan Films. Es va fer amb enregistraments "amateurs", i relata la història de tres joves cineastes (Heather Donahue, Joshua Leonard, i Michael C. Williams) que van desaparèixer mentre caminaven en els Black Hills prop de Burkittsville, Maryland el 1994 mentre filmaven un documental sobre una llegenda local coneguda com «La bruixa de Blair». La pel·lícula afirma que els tres joves no van ser vistos mai més, i un any més tard tot el seu equip va ser descobert. Aquest «metratge recuperat» va ser presentat com la pel·lícula que els espectadors veuen. El film va ser rebut positivament pels crítics i va obtenir 248 milions de dòlars de recaptació mundial, i va esdevenir així la pel·lícula més reeixida de tots els temps per la relació entre taquilla i inversió. Cada dòlar invertit va produir 10.000 $ aproximadament, fenomen únic en la història del cinema.
El DVD es va llançar el desembre de 1999 i es va presentar només en pantalla completa. El 27 d'octubre del 2000 es va estrenar una pel·lícula de producció d'estudi basada en el tema del Projecte Blair Witch titulada El llibre de les ombres: la bruixa de Blair 2. Una altra seqüela es va planejar per l'any següent, però no es va materialitzar. El 2 de setembre del 2009, es va anunciar que els codirectors Eduardo Sánchez i Daniel Myrick havien estat muntant la tercera pel·lícula. El 2001 es va llançar una trilogia de videojocs basada en la pel·lícula.
El 2016, disset anys després de la primera part, es va estrenar una tercera pel·lícula titulada simplement Blair Witch, dirigida per Adam Wingard. James, germà de Heather, parteix amb els seus amics a la recerca de la seva germana després de descobrir que uns nois de Burkittsville van trobar un enregistrament d'ella, suggerint la possibilitat que podria ser encara viva.
Ha estat doblada al català.

## Argument
La pel·lícula es presenta com un fals metratge apropiat des de dispositius de vídeo. Tota l'acció es va filmar amb dues càmeres: una en color, i l'altra en blanc i negre. Un text aclareix que «l'octubre de 1994, tres estudiants de cinema van desaparèixer als boscos que hi ha a prop de Burkittsville, Maryland, mentre rodaven un documental. Al cap d'un any es va trobar el material.»
La pel·lícula comença amb tres estudiants de cinema, Heather Donahue, Michael C. Williams i Joshua Leonard, que surten a produir un documental sobre la llegendària bruixa de Blair. Viatgen a Burkittsville, Maryland, antigament anomenada Blair, i entrevisten la gent del lloc sobre la llegenda. Els pobladors narren la història de Rustin Parr, un ermità que havia segrestat set nens en els anys quaranta, per dur-los a la seva cabana al bosc, torturar-los i assassinar-los. Portava els nens a casa en parella, i forçava el primer a sentir, de cara al racó, com el segon moria. Després, Parr assassinava el segon nen. Finalment, l'homicida es va lliurar a la policia. Parr es va justificar argumentant que l'esperit de Elly Kedward, una bruixa penjada en el segle xviii, la qual l'havia aterrit i li havia promès deixar-lo en pau si assassinava els nens.
El segon dia, els estudiants comencen a explorar el bosc al nord de Burkittsville per buscar proves de l'existència de la bruixa de Blair. Pel camí, un pescador els adverteix que el bosc està maleït, i recorda que per un temps va veure una estranya boirina alçar-se de l'aigua. Els estudiants caminen fins a Coffin Rock, on cinc homes havien estat trobats ritualment assassinats en el segle xix, i després acampen per a passar la nit. L'endemà s'endinsen en el bosc, tot i no saber el lloc precís en el mapa. Finalment, localitzen el que sembla un vell cementiri amb petits monticles de pedres. Josh accidentalment desordena un monticle de pedres i Heather ho repara precipitadament. Més tard, senten sons crepitants en la foscor que semblen venir de totes direccions i presumeixen que són d'animals o gent que els segueix.
L'endemà, intenten tornar al vehicle, però no troben el camí; ho intenten fins a caure la nit, quan són forçats a acampar. Aquesta nit tornen a sentir els sorolls crepitants, però no veuen res. L'endemà al matí, troben tres monticles de pedres, que havien estat col·locats al voltant de la tenda durant la nit. Quan continuen buscant el camí per sortir del bosc, Heather s'adona que li ha desaparegut el mapa. Més tard, Mike revela que ell el va tirar a un rierol per la frustració el dia anterior. Decideixen, desesperats, continuar cap al sud. Les discussions s'alternen entre Josh i Heather Mike per la pèrdua del mapa, i entre Mike i Josh contra Heather per restar importància a la situació i insistir a continuar amb el projecte.

## Rodatge
La pel·lícula va ser rodada per l'actor Joshua Leonard en 16 mm. El so va anar a càrrec del seu company de repartiment Michael C. Williams i la narradora i encarregada del making-of ser Heather Donahue. La resta va ser confeccionat pels guionistes i el director.
| «                                                                             | Vam fer pinya i ens intercanviàvem les comeses contínuament, que era absolutament essencial en un rodatge com aquest. Primer, Ed (el director) i jo vam escriure la idea que havíem generat a l'escola de cinema i Greg va fer la seva contribució. Durant el rodatge vaig estar seguint els actors a través dels boscos, mentre Ed escrivia notes de desenvolupament. Els tres acostumàvem a revisar el material de cada dia per planejar el pròxim. Finalment, Ed i jo ens encarreguem de la major part del muntatge. | » |
| — Daniel Myrich, codirector i coguionista d'El projecte de la bruixa de Blair | |   |

Per a aconseguir que la pel·lícula fos una filmació sense precedents, els autors de la pel·lícula van emprar una tècnica particularment desacostumada i de gran risc: la filmació del procediment. L'objectiu era aconseguir una sensació de realisme absolut emulant les imperfeccions i el caos del rodatge d'un autèntic documental de gran impacte.
| «                                                                             | Rob Cowie i Mike Monello se'ns van unir en la fase de post-producció, però els cinc ja ens coneixíem des que vam intercanviar idees i treballem junts en pel·lícules dels primers cursos del programa cinematogràfic de la Universitat del centre de Florida. A causa que el programa del centre era nou, els cinc vam tenir una llibertat inusual per explorar pràcticament cada un dels aspectes relacionats amb la producció d'una pel·lícula. Durant els cinc o sis anys posteriors a la graduació, cada un de nosaltres va adquirir més experiència professional | » |
| — Daniel Myrich, codirector i coguionista d'El projecte de la bruixa de Blair | |   |

Els actors, prèviament, van ser inscrits en un curs de cinema per a aprendre a rodar. Durant els vuit dies que va durar el rodatge, no sabien gaire què havien de rodar, ja que els directors escrivien notes i se les passaven al llarg de l'enregistrament. Això va ser senzill durant els dies que el rodatge va tenir lloc a la ciutat, però tot es va complicar quan van rodar al bosc del Parc estatal Seneca Creek (Maryland): utilitzant GPS es desplaçaven entre els arbres i el menjar, les notes i els efectes personals els eren subministrats en cistells marcats amb banderoles de color taronja.
Els actors coneixien la sinopsi de la pel·lícula, però no els detalls. No coneixien les sorpreses que es trobarien per a donar-li més realisme a la història.

## Recepció
La pel·lícula té un 87% d'acceptació a Rotten Tomatoes, a partir de 154 crítiques, i amb una mitjana de votació de 7,7 / 10. En Metacritic té una aprovació del 81%, a partir de 33 comentaris.
El 2008, Entertainment Weekly va nomenar The Blair Witch Project una de les "100 millors pel·lícules des de 1983 fins a 2008", ocupant el lloc # 99. El 2006, l'Associació de Crítics de Cinema de Chicago la va col·locar com una de les "100 millors pel·lícules de terror", ocupant el lloc # 12.
Elvis Mitchell de The New York Times va elogiar al film dient que és: "un exemple enginyós de com fer alguna cosa del no-res. Res més que la imaginació, i un pla de joc per a emprenedors que eleva l'estatus dels seus creadors en qualsevol escola de cinema ".5 d'altra banda, Keith Phipps, de The AV Club expressar: "una pel·lícula de terror que realment conté por real, una cosa semblant a un art perdut en els nostres dies" .
Roger Ebert del Chicago Sun-Times, va qualificar a la pel·lícula amb quatre estrelles (el màxim de puntuació): "The Blair Witch Project és una pel·lícula de terror extraordinàriament efectiva". Va afegir que oficia de "celebració de les pel·lícules de baix pressupost".

### Premis
La pel·lícula va guanyar en 2000 el premi Independent Spirit a la Millor Òpera Prima i el Premi Nova del Gremi Americà de Productors (PGA) a la millor nova promesa. El 1999, la seva estrena al Festival de Cinema de Canes va generar gran repercussió en guanyar el Premi de la Joventut a la Millor Pel·lícula Estrangera.
Curiosament, en aquest mateix any la cinta va guanyar el Premi Razzie a la pitjor actriu (Heather Donahue) i una nominació a la pitjor pel·lícula.

## Detalls de producció
- Per a donar-li major realisme a la pel·lícula, els personatges van usar els seus noms reals.
- Altres finals rodats en postproducció i rebutjats posteriorment incloïen a Mike sent penjat i de cara a la paret amb la figura de les branques al seu costat.
- La pel·lícula es va rodar en vuit dies.
- La càmera de 16 mm es va trencar durant el rodatge; Joshua Leonard va caure turó avall rodant i va trencar la lent de la càmera.
- La població de Burkittsville, la localització de la pel·lícula, està molt enfadada pel fals tractament que es va fer de la ciutat tant en la pel·lícula com en la seva promoció. Es queixen de les mentides llançades sobre la ciutat. Han arribat a crear una pàgina web per explicar la "veritat" de l'assumpte (www.burkittsville.com). De fet, fins i tot han escrit un FAQ amb respostes a les preguntes més típiques. No obstant això, amb posterioritat han optat per una major rendibilització d'aquesta fama, tal com reflecteixen els nous continguts de la seva pàgina web.
- Als actors els va ser lliurat un esbós de no més de 35 pàgines sobre la trama abans que comencessin a rodar.
- Eduardo i Daniel (directors) sorprenien els actors donant-los ensurts a les nits. Era un treball nocturn per a espantar de debò, i algun va plorar de veritat.
- El Departament de Recursos Naturals de l'estat nord-americà de Maryland va prendre la decisió de salvar de l'enderrocament la casa en què es va rodar l'escena final de la pel·lícula. La casa té uns dos-cents anys i es troba en estat d'abandó.

## Errors en la gravació
En la versió DVD de la pel·lícula, en l'apartat d'extres, s'inclou una entrevista als directors. Tots dos hi expliquen que, per a les escenes nocturnes i després de donar les indicacions de la presa abans de rodar, es col·locaven al cap uns llums vermells per tal que els actors poguessin localitzar-los en la foscor i evitar sortir en la presa.
Així, si es presta atenció a les escenes finals de la pel·lícula que es desenvolupa a la casa, es poden veure els llums vermells a l'exterior a través de la finestra (en una cantonada inferior). Devia ser un dels directors que treu el cap mirant l'escena.